# Arnica angustifolia
Arnica angustifolia (арніка вузьколиста) — вид трав'янистих рослин родини айстрові (Asteraceae), поширений у Північній Америці, Північній Європі та Північній Азії. Етимологія: лат. angustus — «вузький», лат. folius — «листок».

## Опис
Це багаторічна трав'яниста рослина 5–40 см заввишки з довгим кореневищем. Стебла зазвичай прості, рідко розгалужені, більш-менш густо запушені до 1–2 мм довжиною, білими волосками, змішаними з короткими залозистими волосками і рясними, сидячими, жовтими залозами. Листків 1–5 пар; листові пластини від широко ланцетних до лінійних, 2–20 × 0.3–4 см, краї цілі або нерегулярно зазубрені або зубчасті, вершини гострі або загострені, поверхні від безволосих до густо ворсинчастих. Верхні стеблові листки менше половини від розміру прикореневих. Квіткові кошики жовтого кольору 3.5–5 см шириною; пиляки жовті. Плоди (сім'янкоподібна ципсела) коричневі, 3–8 мм, густо волохаті, рідко залозисті; папуси білі.

## Поширення
Європа (Фінляндія, Норвегія [вкл. Шпіцберген], Швеція), Азія (Росія), Північна Америка (Ґренландія, Канада, США — Аляска, Монтана). Населяє тундру і яри, сухі трав'янисті пустища і луки, скельні уступи і схили зі стабільною й пишного рослинністю, в досить дрібнозернистих субстратах з приблизно нейтральною або основною реакцією ґрунту (рН). 

## Відтворення
Розмножується насінням, також ймовірне безстатеве місцеве вегетативне розмноження кореневищами. Суцвіття і квіти пристосовані для перехресного запилення комахами, з механізмами, які роблять самозапилення практично неможливим. Плоди пристосовані до поширення вітром.

## Галерея

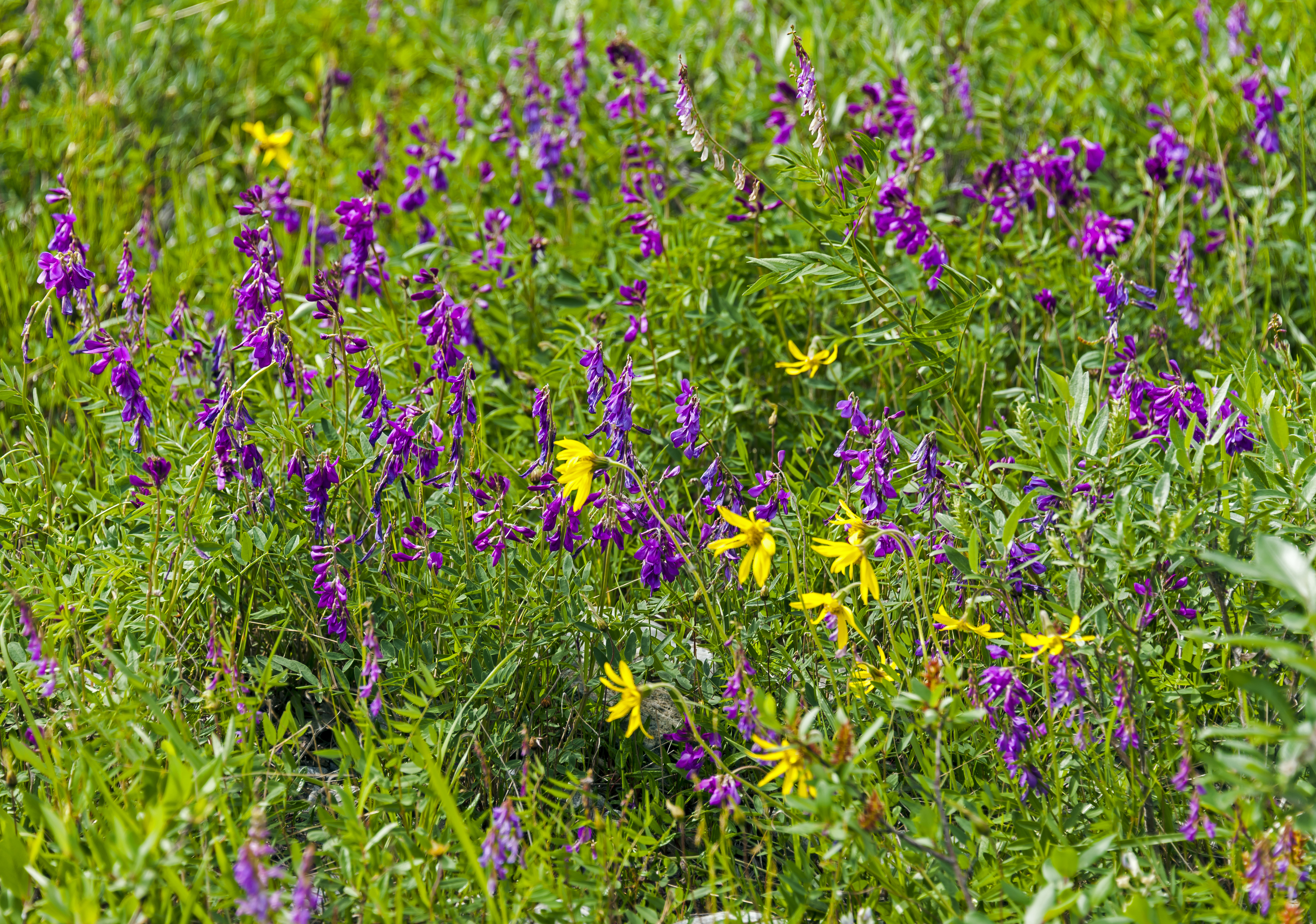
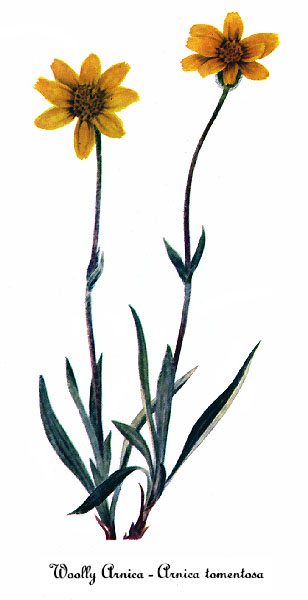